# Ramsayornis fasciatus
El mielero pechibarrado (Ramsayornis fasciatus) es una especie de ave paseriforme de la familia Meliphagidae endémica de Australia.

## Subespecies
- Ramsayornis fasciatus apsleyi
- Ramsayornis fasciatus aspleyi
- Ramsayornis fasciatus broomei
- Ramsayornis fasciatus fasciatus

## Localización
Es una especie de ave que se encuentra en el norte de Australia.